# Conrad Schumann
Compléments
Célèbre pour avoir fait défection de l'armée est-allemande et rejoint l'Allemagne de l'Ouest le 15 août 1961.
Hans Conrad Schumann (né à Zschochau, aujourd'hui incorporé dans Ostrau, le 28 mars 1942 et mort le 20 juin 1998 à Oberemmendorf, près de Kipfenberg en Allemagne) est l'un des transfuges les plus célèbres de l'Allemagne de l'Est.

## Évasion
À l’été 1961, Schumann sert comme soldat (volontaire) à Berlin-Est, en République démocratique allemande. À la grande surprise des appelés, ceux-ci sont pris à partie et insultés par les gens de l'Est comme de l'Ouest.
Le 15 août 1961, il est en poste pour surveiller la frontière, au troisième  jour de la construction du mur de Berlin. À cette étape de construction, le mur de Berlin n'est encore qu'une barrière de fils de fer barbelé. Hans Conrad Schumann se met à « douter franchement » de la construction du mur.

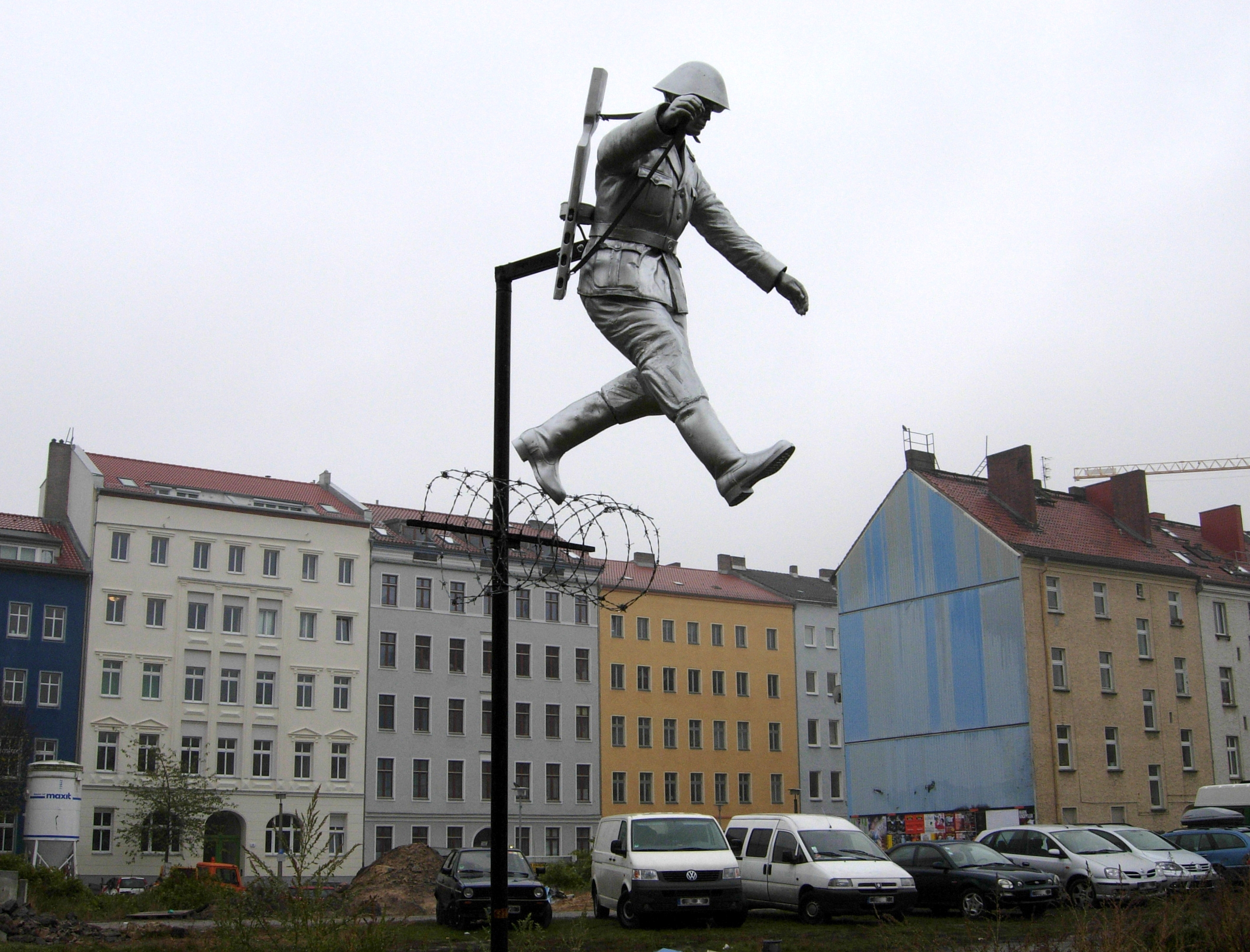
Monument en l'honneur de Conrad Schuman à Berlin.

Il rapportera un incident auquel il a assisté et qu'il qualifiera de décisif dans son choix de fuir : une petite fille en vacances chez sa grand-mère à Berlin-Est demande à rejoindre ses parents qui habitent de l'autre côté des barbelés mais en est empêchée par les soldats en poste. Dans la journée du 15 août, au coin de Ruppiner Straße et Bernauer Straße, sur le côté occidental, des gens lui ont crié Komm rüber! (« Viens de ce côté ! ») ; malgré la peur d'être abattu par ses collègues, il choisit son camp et saute par-dessus les barbelés. À cet instant précis, un jeune photographe, Peter Leibing, équipé d'un appareil est-allemand Exakta, qui guette depuis plus d'une heure le soldat Schumann - dont le malaise devient de plus en plus perceptible - prend un cliché historique de son évasion alors que le déserteur saute par-dessus les barbelés et se débarrasse de ses armes. Quelques heures plus tard, la photographie paraît dans le journal populaire Bild, avant de faire le tour du monde et de devenir l'une des plus célèbres images de la guerre froide. 

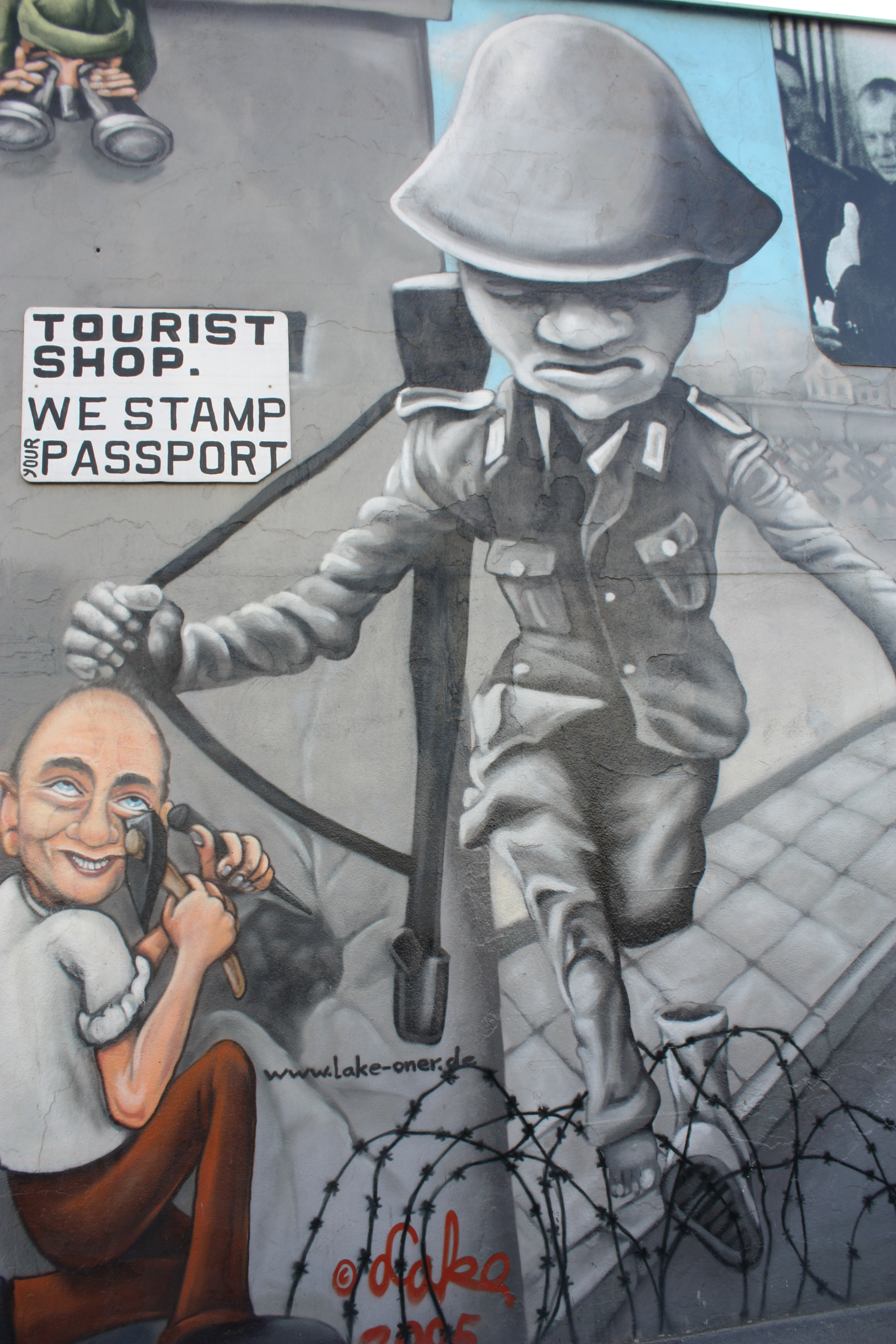
Schumann sur East Side Gallery.

## Vie à l'Ouest
Par la suite, Conrad Schumann s'installe à Ingolstadt au nord de la Bavière et il construit une nouvelle vie avec une épouse, une maison, un verger, et un fils Erwin. Il entame une formation d’infirmier puis travaille dans la firme automobile Mercedes comme régleur de machines durant plus de vingt-sept ans. Il fait ses débuts sur les modèles 300 sl . Il ne raconte son histoire qu’à très peu de collègues. Son fils le rejoint dans l'usine qui deviendra un point de chute pour près de 2 000 évadés de l’Est. Il envoie au fil des années des lettres et colis alimentaires à ses proches restés à l'est.
Quand le mur est tombé il déclare « Ce n’est que le 9 novembre 1989 que je me suis senti vraiment libre ! ». Jusqu’à cette date, il avait toujours vécu dans la peur de représailles de la Stasi, la police secrète de l’Allemagne de l’Est. Hans Conrad Schumann tente alors de revenir chez lui, à Leutewitz. Il découvre que ses amis et le village en général l'ont rejeté, le considérant comme un traître plutôt que comme un héros, lui reprochant son geste de plus de vingt-huit ans auparavant. Il sombre dans une dépression et se pend le 20 juin 1998 à 56 ans dans un verger près d'Ingolstadt. Sa femme découvrira le corps quelques heures plus tard.